# Aberración cromática

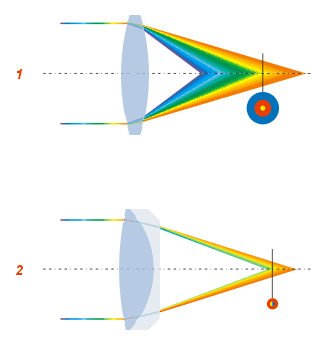
Aberración cromática y su corrección.

En óptica, la aberración cromática es un tipo de distorsión óptica provocada por la imposibilidad de una lente para enfocar todos los colores en un único punto de convergencia.
La distancia focal de una lente depende de su composición (que determina su índice de refracción) y de su forma (la geometría de sus superficies). Puesto que el índice de refracción de todas las sustancias ópticas varía con la longitud de onda, la distancia focal de una lente difiere para cada color. En consecuencia, una lente no forma una sola imagen del objeto, sino una serie de imágenes  (una por cada color presente en la luz incidente), cada una con su propia distancia focal. Además, como el tamaño de la imagen resultante depende de la propia distancia focal, estas imágenes también tienen tamaños diferentes entre sí. Se denomina aberración cromática longitudinal a la variación en la distancia con el índice de refracción, y aberración cromática lateral a la variación de tamaño de la imagen.
La luz de longitud de onda más corta (azul) es curvada más que la luz de longitud de onda más larga (roja), de manera que la luz azul forma el foco en un punto más cercano a la lente que la luz roja. El efecto puede reducirse colocando dos lentes juntas en una configuración conocida como pareja, par, o doblete acromático. Cabe resaltar que los espejos no sufren de aberración cromática, ya que la luz es simplemente reflejada sin cambiar de medio (es decir, no hay diferencia en el índice de refracción).

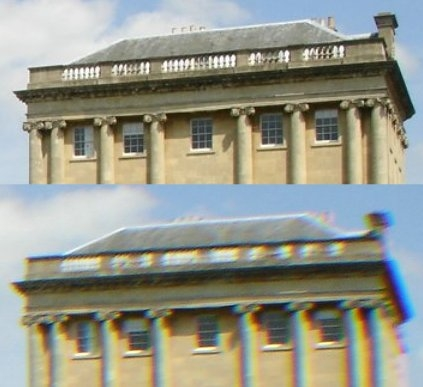
En la parte superior hay detalle en las esquinas por ser una fotografía tomada con un objetivo de alta calidad. En la parte inferior hay una fotografía similar tomada con un objetivo gran angular mostrando una evidente aberración cromática...

En práctica, la aberración cromática longitudinal se entiende como el efecto de bordes coloreados que se produce alrededor de un objeto visto a través de una lente, causado por la incapacidad de la lente de desviar todos los colores hacia un mismo foco.
La aberración cromática lateral (SMC, sistema multicapa) genera una mayor proporción de blanco en la imagen. Sucede generalmente al no utilizar parasol.
Del mismo modo que existen aberraciones cromáticas longitudinales y laterales, en la práctica podemos encontrarnos aberraciones acromáticas, las cuales son fácilmente identificables debido a que la variación de las potencias de cada par de lentes pegadas  (dobletes) debe ser igual a 0.Dudoso
Si el doblete pegado está formado por dos lentes suficientemente delgadas, se pueden considerar que el doblete en su conjunto también lo es. En tal caso, la condición de acromatismo conlleva una corrección simultánea de aberración cromática de posición (ACP) y aberración cromática de aumento (ACA).
Sin embargo, un doblete pegado formado por dos lentes gruesas no puede corregir la ACA y ACP simultáneamente. Esto se debe a que la posición de los planos principales del sistema óptico varía con la longitud de onda.